# Girolamo Angeriano
Girolamo Angeriano (Napoli, 1470 – Ariano, 1535) è stato un umanista italiano.
Figlio di Gaspare giureconsulto e magistrato, dopo aver studiato legge, i suoi interessi letterari lo spinsero, per intraprendere studi poetici, ad avvicinarsi all'Accademia Pontaniana di cui entrò a far parte. Nel 1495 si ritirò ad Ariano (oggi Ariano Irpino), città di origine di sua madre Roberta de' Guisi. Fu autore di numerosi epigrammi, tra cui la raccolta Erōtoπαιγνιον (Erotopaegnion), e del poema De miseria principum (1522), forse la sua opera più interessante, nella quale critica i costumi della nobiltà del suo tempo. In Inghilterra è conosciuto col nome di Hieronymus Angerianus.